# Сент-Меріс (Нова Шотландія)
Сент-Меріс (англ. St. Mary's) — муніципальний район в Канаді, у провінції Нова Шотландія, у складі графства Гайсборо.

## Населення
За даними перепису 2016 року, муніципальний район нараховував 2233 особи, показавши скорочення на 5,1%, порівняно з 2011-м роком. Середня густина населення становила 1,2 осіб/км².
З офіційних мов обидвома одночасно володіли 75 жителів, тільки англійською — 2 115, а 5 — жодною з них. Усього 45 осіб вважали рідною мовою не одну з офіційних.
Працездатне населення становило 56,6% усього населення, рівень безробіття — 18,3% (17,5% серед чоловіків та 19,1% серед жінок). 84,4% осіб були найманими працівниками, а 13,8% — самозайнятими.
Середній дохід на особу становив $36 847 (медіана $27 666), при цьому для чоловіків — $44 885, а для жінок $29 297 (медіани — $34 816 та $22 912 відповідно).
25,8% мешканців мали закінчену шкільну освіту, не мали закінченої шкільної освіти — 34,2%, 40,3% мали післяшкільну освіту, з яких 22,6% мали диплом бакалавра, або вищий.
| Статево-вікова структура населення | Статево-вікова структура населення | Статево-вікова структура населення | Статево-вікова структура населення | Статево-вікова структура населення |
| ---------------------------------- | ---------------------------------- | ---------------------------------- | ---------------------------------- | ---------------------------------- |
|                                    |                                    |                                    |                                    |                                    |
| Всього                             | Всього                             | 49,4%50,6%                         |                                    |                                    |
| 0 — 14 років                       | 0 — 14 років                       |                                    | 11%                                | 11%                                |
| 15 — 64 років                      | 15 — 64 років                      |                                    | 58,3%                              | 58,3%                              |
| 65 і більше                        | 65 і більше                        |                                    | 30,7%                              | 30,7%                              |
| 85 і більше                        | 85 і більше                        |                                    | 3,4%                               | 3,4%                               |
| Середній вік (років)               | Середній вік (років)               | 49,351,2                           | 50,3                               | 50,3                               |
| Медіана (років)                    | Медіана (років)                    | 53,956,0                           | 54,7                               | 54,7                               |
| — чоловіки — жінки                 |                                    |                                    |                                    |                                    |

| Походження мешканців:     | Походження мешканців:     | Походження мешканців: | Походження мешканців: | Походження мешканців: |
| ------------------------- | ------------------------- | --------------------- | --------------------- | --------------------- |
| Походження                |                           |                       | осіб                  | %                     |
| Корінні американці        | Корінні американці        |                       | 120                   | 5.47%                 |
| Інше північноамериканське | Інше північноамериканське |                       | 1 250                 | 56.95%                |
| Європейське               | Європейське               |                       | 1 320                 | 60.14%                |
| британське                | британське                |                       | 1 180                 | 53.76%                |
| французьке                | французьке                |                       | 195                   | 8.88%                 |
| Африканське               | Африканське               |                       | 25                    | 1.14%                 |
| Азійське                  | Азійське                  |                       | 30                    | 1.37%                 |

| Зайнятість населення за галузями (за класифікацією NOC): | Зайнятість населення за галузями (за класифікацією NOC): | Зайнятість населення за галузями (за класифікацією NOC): | Зайнятість населення за галузями (за класифікацією NOC): | Зайнятість населення за галузями (за класифікацією NOC): |
| -------------------------------------------------------- | -------------------------------------------------------- | -------------------------------------------------------- | -------------------------------------------------------- | -------------------------------------------------------- |
|                                                          |                                                          |                                                          |                                                          |                                                          |
| Управління                                               | Управління                                               |                                                          | 8,6%                                                     | 8,6%                                                     |
| Бізнес, фінанси та адміністрування                       | Бізнес, фінанси та адміністрування                       |                                                          | 11,8%                                                    | 11,8%                                                    |
| Природничі та прикладні науки                            | Природничі та прикладні науки                            |                                                          | 3,6%                                                     | 3,6%                                                     |
| Охорона здоров'я                                         | Охорона здоров'я                                         |                                                          | 6,8%                                                     | 6,8%                                                     |
| Освіта, правозахист, муніципальні та урядові служби      | Освіта, правозахист, муніципальні та урядові служби      |                                                          | 7,7%                                                     | 7,7%                                                     |
| Мистецтво, культура, відпочинок та спорт                 | Мистецтво, культура, відпочинок та спорт                 |                                                          | 2,7%                                                     | 2,7%                                                     |
| Роздрібна торгівля та послуги                            | Роздрібна торгівля та послуги                            |                                                          | 20%                                                      | 20%                                                      |
| Гуртова торгівля, транспорт та обладнання                | Гуртова торгівля, транспорт та обладнання                |                                                          | 16,4%                                                    | 16,4%                                                    |
| Природні ресурси, сільське господарство                  | Природні ресурси, сільське господарство                  |                                                          | 17,7%                                                    | 17,7%                                                    |
| Виробництво                                              | Виробництво                                              |                                                          | 4,1%                                                     | 4,1%                                                     |

## Клімат
Середня річна температура становить 5,8°C, середня максимальна – 21,9°C, а середня мінімальна – -12,2°C. Середня річна кількість опадів – 1 510 мм.
| Клімат поселення                              | Клімат поселення | Клімат поселення | Клімат поселення | Клімат поселення | Клімат поселення | Клімат поселення | Клімат поселення | Клімат поселення | Клімат поселення | Клімат поселення | Клімат поселення | Клімат поселення | Клімат поселення |
| Показник                                      | Січ.             | Лют.             | Бер.             | Квіт.            | Трав.            | Черв.            | Лип.             | Серп.            | Вер.             | Жовт.            | Лист.            | Груд.            |                  |
| Середній максимум, °C                         | −0,12            | −0,5             | 3,42             | 8,64             | 14,05            | 19,38            | 21,53            | 21,90            | 17,84            | 12,31            | 7,44             | 1,46             |                  |
| Середня температура, °C                       | −5,97            | −6,34            | −2,41            | 2,80             | 8,20             | 13,54            | 17,68            | 18,08            | 13,98            | 8,45             | 3,59             | −2,4             |                  |
| Середній мінімум, °C                          | −11,82           | −12,18           | −8,26            | −3,04            | 2,36             | 7,70             | 13,81            | 14,21            | 10,12            | 4,60             | −0,27            | −6,26            |                  |
| Норма опадів, мм                              | 135              | 111              | 127              | 112              | 117              | 111              | 102              | 114              | 122              | 140              | 161              | 158              |                  |
| Середньомісячна швидкість вітру, м/с          | 5.46             | 5.25             | 5.21             | 4.78             | 4.41             | 4.02             | 3.74             | 3.66             | 4.13             | 4.84             | 5.26             | 5.74             |                  |
| Середньомісячна сонячна радіація, кДж/м²·день | 4933             | 8125             | 11852            | 14893            | 18061            | 20219            | 19952            | 17575            | 13434            | 8497             | 4965             | 3777             |                  |
| --------------------------------------------- | ---------------- | ---------------- | ---------------- | ---------------- | ---------------- | ---------------- | ---------------- | ---------------- | ---------------- | ---------------- | ---------------- | ---------------- | ---------------- |
| Джерело:                                      |                  |                  |                  |                  |                  |                  |                  |                  |                  |                  |                  |                  |                  |